# Götterpaar von Braak

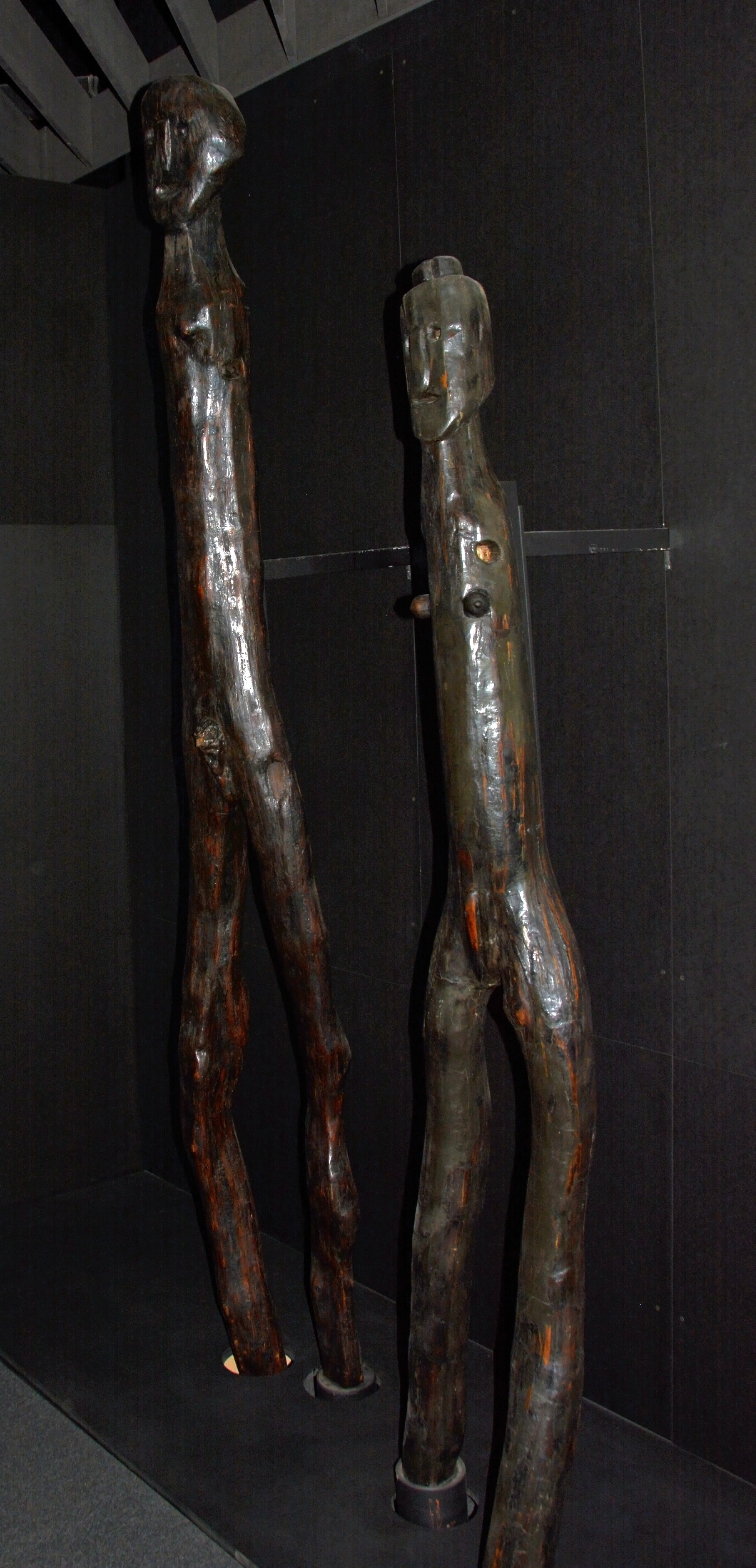
Götterpaar von Braak im Archäologischen Landesmuseum Gottorf

Das so Götterpaar von Braak wurde 1946 im Aukamper Moor bei Braak im Kreis Ostholstein in Schleswig-Holstein gefunden. Die anthropomorphen Holzfiguren wurden aus Astgabeln von Eichen geschaffen. Man datiert sie auf das 5. Jahrhundert v. Chr., in die vorrömische Eisenzeit.
Es handelt sich um die größten anthropomorphen Holzidole, die gefunden wurde. Das durch die grob stilisierten primären Geschlechtsmerkmale (der Phallos ist verloren) und Gesichtszüge zu bestimmende, jetzt armlose Paar, Zapfenlöcher in den Schulterbereichen deuten an, dass ursprünglich Arme eingesteckt waren, besteht aus einer männlichen Gottheit, mit einer Höhe von 2,8 Metern, und einer 2,3 Metern hohen weiblichen Gottheit. Die weibliche hat ein langovales Gesicht mit ausgeschnittenen Augen und Mund. Als Frisur ist ein Haarknoten angedeutet. Der ovale Kopf der männlichen Figur zeigt ausgeprägt männliche Gesichtszüge. Augen und Mund sind durch einfache Einschnitte angedeutet. Die Nasen- und Stirnpartie sind gegenüber der Frau wesentlich deutlicher ausgeprägt, eine Frisur ist nicht angedeutet. Für die weibliche Figur wurde eine Astgabel ausgewählt, deren Gabelung eine betont breite Beckenregion wiedergibt. 
Das Götterpaar wurde von Karl Schlabow konserviert und wissenschaftlich bearbeitet. In neuerer Zeit wurden jedoch durch die Fachwelt Zweifel am Aussehen der weiblichen Figur geäußert. Es wird vermutet, dass die stilisierten Brüste der weiblichen Figur bei der Konservierung ergänzt wurden und die Figuren von Schlabow gegenüber ihrem ursprünglichen Aussehen verändert wurden.
Das Götterpaar steht heute im Archäologischen Landesmuseum im Schloss Gottorf in Schleswig.